# Unigine
Unigine (по-русски читается «Юниджайн») — многоплатформенный 3D-движок, разработанный одноимённой компанией UNIGINE. Движок используется для создания игр, систем виртуальной реальности, программ интерактивной визуализации, различных трёхмерных имитаторов (обучающих, медицинских, военных, транспортных и пр.). Также на основе Unigine создана серия популярных кроссплатформенных тестов производительности видеокарт: Sanctuary, Tropics, Heaven, Valley, Superposition.

## Технические характеристики движка UNIGINE
Поддерживаемые платформы:
- Microsoft Windows
- GNU/Linux (включая Astra Linux)

Поддержка различных графических API:
- DirectX 11
- DirectX 12
- OpenGL
- Vulkan

- Поддержка Shader Model 5.0, аппаратной тесселяции, DirectCompute и OpenCL
- Современные визуальные эффекты: Screen Space Ambient Occlusion (SSAO), расчёт глобального освещения в реальном времени (real-time global illumination)
- Модуль физической симуляции (определение столкновений, физика твёрдого тела, динамическое разрушение объектов, ragdoll, ткани, плавание объектов, поля сил, обратный ход времени)
- Ландшафты и система растительности
- Скриптовый язык UnigineScript (объектно-ориентированный язык программирования, синтаксис подобен C++)
- Встроенный модуль поиска пути
- Интерактивный трёхмерный графический интерфейс
- Воспроизведение видео (кодек Theora)
- Аудиосистема на основе OpenAL
- Наглядный редактор виртуального мира

### Специфичные характеристики для VR и симуляторов
- Двойная точность координат (64 бита)
- Многоканальная отрисовка
- Стерео-3D:
  - Анаглиф
  - NVIDIA 3D Vision
  - Вывод раздельных изображений
- Работа с несколькими устройствами вывода с асимметричными матрицами проекции (например, CAVE)
- Возможность вывода на несколько мониторов

## Проекты на основе UNIGINE Engine
На базе UNIGINE Engine уже выпущено более ста проектов во всём мире. Среди них немало разработок в области создания систем виртуальной реальности, симуляторов, в том числе военных, полный список не публикуется в силу действующих соглашений о неразглашении Компания UNIGINE Holding S.à r.l. выпустила несколько собственных продуктов на базе UNIGINE Engine.

### Проекты в области симуляции и визуализации
- Интерактивные проекты в реальном времени компании AI3D по архитектурной визуализации
- Проекты по трёхмерной визуализации для цифрового маркетинга и маркетинговых исследований, разработанные компанией ACTISKU
- Визуализационная составляющая аналитического программного комплекса, разработанного для нужд ОАО "Концерн ПВО «Алмаз — Антей»[3]
- Magus ex Machina (трёхмерный анимированный фильм)
- Heaven Benchmark (первый тест производительности под DirectX 11)
- Tropics GPU Benchmark
- Sanctuary GPU Benchmark

### Игры
- Dual Universe — выпущена под Windows в 2022
- Oil Rush — выпущена под Windows, Linux и Mac в 2012
- Syndicates of Arkon MMORPG — выпущена под Windows в 2010
- Tryst — выпущена под Windows в 2012
- Cradle — выпущена под Windows и Linux в 2015
- Petshop — выпущена под Windows и Mac с поддержкой web-плеера в 2011
- Demolicious — выпущена под iOS в 2012
- Sumoman — выпущена в 2017 году для Windows, Mac и Linux.

В разработке:
- Relics of Annorath
- Dilogus — The Winds of War
- MMT Online — доступно демо под Windows и Linux
- The Dreamers
- Oceania

## История
Разработка движка началась с opensource-проекта Александра Запрягаева в 2002 году. В 2005 году Александр, как единственный автор, перевёл его на коммерческую лицензию (тогда же появилось название Unigine — аббревиатура от Unique Engine (уникальный движок) или от Universal Engine (универсальный движок), разработка движка продолжается компанией UNIGINE Holding S.à r.l.
Исторически разработка движка начиналась под Linux и Windows, с тех пор все проекты UNIGINE Holding S.à r.l. поддерживают как минимум эти две платформы. Движок Unigine признан экспертами как лучшая 3D-технология под Linux.
Часть алгоритмов, использованных в Unigine, опубликована в книге «ShaderX7: Advanced Rendering Techniques», редактор серии — Вольфганг Энджел. Ведущий разработчик движка Александр Запрягаев стал одним из авторов статьи о реализации теней в Unigine («Practical Cascaded Shadow Maps»).
10 апреля 2020 года вышла первая бесплатная версия «UNIGINE 2 Community Edition».

### Демонстрация движка на GDC — 2010
В 2010 году в рамках Game Developers Conference (Сан-Франциско, Калифорния, США) прошла демонстрация движка на стенде UNIGINE Holding S.à r.l..

### Демонстрация движка на SIGGRAPH — 2012
В рамках Real-Time Live! на SIGGRAPH — 2012 (Лос-Анджелес, США) демонстрировались возможности движка Unigine на примере проектов Heaven, Oil Rush и Valley.